# Acutotyphlops infralabialis
Acutotyphlops infralabialis е вид влечуго от семейство Typhlopidae.

## Разпространение
Видът е разпространен в Папуа Нова Гвинея и Соломонови острови.